# Докудово 1
Докудово 1 (белор. Дакудава 1) — деревня в Третьяковском сельсовете Лидского района Гродненской области Беларуси. Расположена в 140 км от Минска, в 25 км от города Лида, в 5 км от автомобильной трассы Минск — Лида. До 2013 года относилась к Докудовскому сельсовету. Население — 153 человека по данным на 2009 год.
Примыкающая соседняя деревня Докудово 2 (население 283 человека по данным на 2009 год) имеет общую с Докудовым 1 историю, и часто рассматривается как единая деревня Докудово.

## Достопримечательности
Деревня Докудово-1 известна архитектурными, культовыми, техническими и природными достопримечательностями. В частности Докудово-1 знаменито Республиканским биологическим заказником Докудовского района (Докудовыми болотами), впечатляющим уникальной флорой болот верхового типа, сохранившимся пунктом геодезической Дуги Струве.
Расположена церковь Рождества Божией Матери (1865-1867 гг.).

## Туризм
Последнее время в деревне Докудово-1 начал развиваться сельский, экологический и спортивный туризм. Здесь появляются агроусадьбы. Из Докудово-1 организуются походы на байдарках. Интерес к Докудово испытывают не только почитатели самостоятельного туризма, но и белорусские турфирмы, а также некоторые компании из мира турбизнеса соседних стран.